# Mathieu-François Pidansat de Mairobert
Mathieu-François Pidansat de Mairobert (Chaource, 20 febbraio 1707 – Parigi, 27 marzo 1779) è stato uno scrittore, giornalista e poligrafo francese.
Grazie alle sue conoscenze a corte ebbe accesso a documenti riservati da cui trasse ispirazione per il suo capolavoro, L'Observateur anglais, noto anche come L'Espion anglois.
Sorvegliato dalla polizia, fu arrestato e detenuto per un anno presso la Bastiglia per aver scritto versi satirici contro Luigi XV e Madame de Pompadour. Fu implicato successivamente in uno scandalo per omosessualità, per il quale ricevette una nota di biasimo dal parlamento. Morì suicida nel 1779.

## Opere
- Querelle de MM. de Voltaire et de Maupertuis, 1753
- Correspondance secrète et familière du chancelier de Maupeou avec Sorhouet, 1771
- Principes sur la Marine, 1775
- L'Observateur anglais, ou Correspondance secrète entre Milord Alléye et Milord Alléar, 1777-1778. Il vol. 10 (Apologie de la secte Anandryne, ou Exhortation d'une jeune tribade, del 1778) è tradotto in italiano col titolo separato di: Amori saffici, Barbera 2007, ISBN 9788878991781.
- Lettres de Mme du Barry, 1779